# Монфор (Атлантические Пиренеи)
Монфо́р (фр. Montfort) — коммуна во Франции, находится в регионе Аквитания. Департамент — Атлантические Пиренеи. Входит в состав кантона Ортез и Тер-де-Гав и дю Сель. Округ коммуны — Олорон-Сент-Мари.
Код INSEE коммуны — 64403.

## География

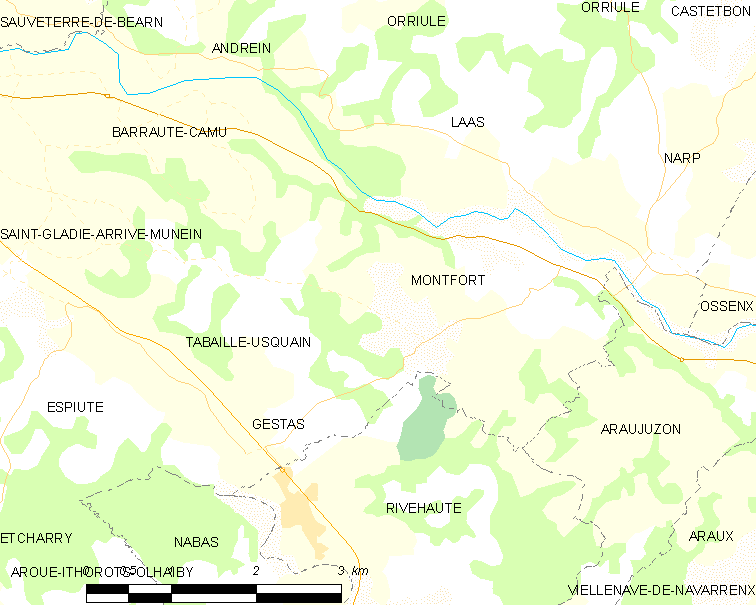
Карта коммуны

Коммуна расположена приблизительно в 660 км к югу от Парижа, в 165 км южнее Бордо, в 40 км к западу от По.
На северо-востоке коммуны протекает река Гав-д’Олорон.

### Климат
Климат тёплый океанический. Зима мягкая, средняя температура января — от +5°С до +13°С, температуры ниже −10 °C бывают редко. Снег выпадает около 15 дней в году с ноября по апрель. Максимальная температура летом порядка 20-30 °C, выше 35 °C бывает очень редко. Количество осадков высокое, порядка 1100 мм в год. Характерна безветренная погода, сильные ветры очень редки.

## Население
Население коммуны на 2010 год составляло 171 человек.
| 1962 | 1968 | 1975 | 1982 | 1990 | 1999 | 2010 |
| ---- | ---- | ---- | ---- | ---- | ---- | ---- |
| 237  | 203  | 186  | 181  | 186  | 179  | 171  |

## Администрация
| Период | Период | Фамилия    | Партия | Примечания |
| ------ | ------ | ---------- | ------ | ---------- |
| 1995   | 2020   | Жани Фатиг |        |            |

## Экономика
В 2010 году среди 115 человек трудоспособного возраста (15-64 лет) 84 были экономически активными, 31 — неактивными (показатель активности — 73,0 %, в 1999 году было 65,5 %). Из 84 активных жителей работали 78 человек (44 мужчины и 34 женщины), безработных было 6 (3 мужчин и 3 женщины). Среди 31 неактивных 7 человек были учениками или студентами, 11 — пенсионерами, 13 были неактивными по другим причинам.

## Достопримечательности
- Церковь XIII века. Исторический памятник с 1920 года[4]